# Omphaletis passalota
Omphaletis passalota är en fjärilsart som beskrevs av Turner 1909. Omphaletis passalota ingår i släktet Omphaletis och familjen nattflyn. Inga underarter finns listade i Catalogue of Life.